# Marco (Belém)
Marco (inicialmente chamado bairro do Marco da Légua) é um bairro situado no município brasileiro de Belém, capital do estado do Pará, sendo um dos mais centrais da capital paraense, localizado entre a periferia e o centro. Foi criado no limite da porção de terra chamada Primeira Légua Patrimonial (1627), criada para impulsionar o crescimento do município em direção ao interior no período da Capitania do Grão-Pará (1621–1821).
As denominações de suas vias de tráfego (avenidas e travessas) remetem à Guerra do Paraguai, saudando figuras e lugares marcantes relacionados ao conflito, como por exemplo, os heróis de guerra Almirante Barroso e Duque de Caxias.
Possui como principais vias a Avenida João Paulo II (antiga Primeiro de dezembro, data que o Brasil obteve a posse do território do Amapá, até então francês) e parte da Avenida Almirante Barroso (anteriormente denominada, estrada do Marco, Estrada de Bragança), uma das principais avenidas de integração da capital. Onde na Travessa do Chaco existe um quarteirão institucional, com presença de secretarias estaduais, como a: Fundação de Telecomunicações do Pará (FUNTELPA), Imprensa Oficial do Estado e, a Câmara Municipal de Belém.
É um dos bairros mais populosos da cidade, com mais de 65 mil moradores, e é o mais populoso do Distrito Administrativo de Belém (o segundo mais populoso do distrito é o Umarizal, com menos da metade dos moradores do Marco: 30 mil).
Inicialmente apesar do bairro ser símbolo de progresso e expansão, com a presença do Bosque Municipal (1883, Paris n'América) na área, o Marco era considerada uma área afastada do centro, onde a classe média e média alta construíram casas de veraneios, que também serviu como área de exclusão social no contexto da Belle Époque, local de depósito de pessoas com doenças mentais e hanseníase (semelhante ao bairro do Guamá) no Asilo dos Alienados (1892, hospício).
Nos últimos anos passa por processo de verticalização, sendo que a média de preço do metro quadrado no bairro é a segunda mais cara da capital paraense, junto como o aumento de casas noturnas e restaurantes.
Este faz fronteira com os bairros: Pedreira, Fátima, São Brás, Canudos, Montese, Curió-Utinga e Souza.

## História
O bairro inicialmente foi chamado de Marco da Légua, pelo fato de ter sido construído em seu território o monumento alusivo a criação da Primeira Légua Patrimonial da cidade de Belém (primeira légua de terra habitável com aproximadamente 6 600 metros iniciando no Forte do Presépio no antigo bairro Cidade) pelo governador do Estado Francisco Coelho na década de 1620 (no contexto da Capitania do Grão-Pará), Esse monumento encontra-se diante do "Centro de Ciências Biológicas e da Saúde" (CCBS) da Universidade Estadual do Pará (UEPA 1° 25′ 42,7″ S, 48° 27′ 12,9″ O) e do Teatro do Serviço Social da Indústria (SESI), nas proximidades do Mercado do Marco ou Feira da Bandeira Branca. Descreve-se o monumento como portador de características fálicas, morfologia típica de esculturas residenciais postas em cantos de casas portuguesas tradicionais, quando do nascimento do primeiro varão, remetendo-se dessa forma às relações de poderio em uma sociedade assumidamente falocêntrica.
Em 1883, o engenheiro Manoel Odorico Nina Ribeiro iniciou-se a elaboração do plano urbanístico ou primeiro marco patrimonial (1883-1886), que contém o traçado original do Marco da Légua, visado como a mais provável zona de expansão organizada da malha urbano, ocorrendo inicialmente a inauguração do Bosque Municipal (1883) e da Estrada de Ferro (1884), no contexto da Belle Époque brasileira (com apogeu entre 1890 e 1920). Este plano foi guia da ação urbanística (1897-1911) do Intendente Antonio Lemos, readequando o bairro com recursos e princípios modelados pela nova burguesia próspera que vivia na cidade. Em seus relatórios, apontou a necessidade e determinou um novo padrão urbanístico para o bairro. Conferiu-lhe, por exemplo, a determinação da largura das travessas em 30 metros e das avenidas em 40. Embora muitas de suas intenções tenham permanecido só em seus relatórios, a configuração espacial do bairro, como apresentada nas plantas municipais do primeiro marco patrimonial, de 1883-1886, 1899 e 1905, mantivera-se.

### Rocinha

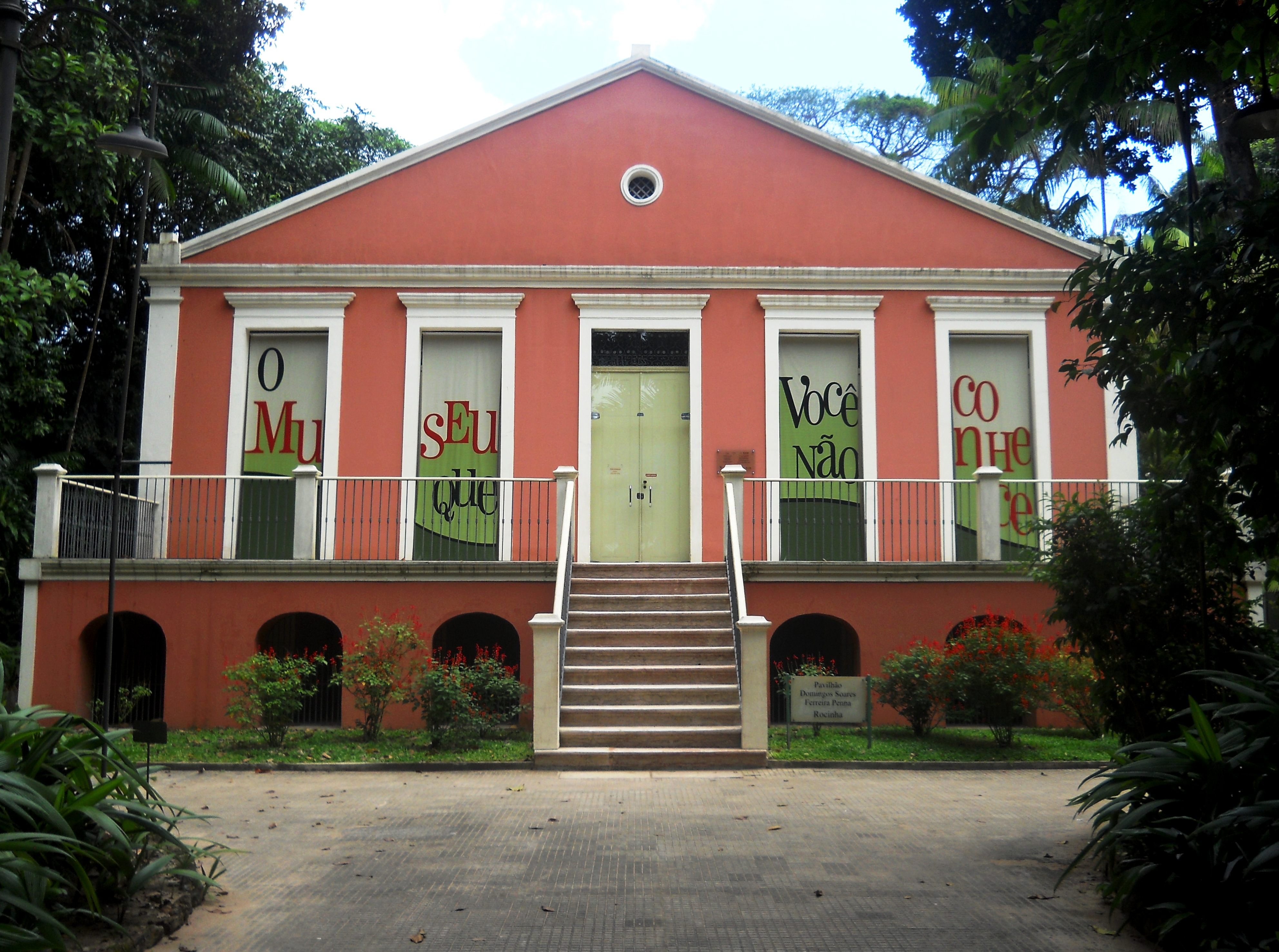
Exemplo de rocinha, habitação típica da região. A rocinha do museu Emílio Goeldi.

Inicialmente apesar do bairro ser símbolo de progresso e expansão, o Marco era considerada uma área afastada; por isso, foi uma região de ocupação suburbana onde foram construídas várias casas de veraneios/descanso chamadas "rocinha", moradias elitizadas com uma arquitetura mais rural da classe média e classe média alta de Belém em contraste aos sobrados e palacetes dos bairros iniciais (Cidade e Campina), como por exemplo a "Chácara Bem-Bom" ou "Solar Facióla" residencia inicial do comendador e então intendente municipal de Belém Antônio Facióla (1° 26′ 10″ S, 48° 27′ 29,5″ O, erroneamente chamado de Palacete Facióla) localizada na atual avenida Almirante Barroso. O bairro também tinha a presença de alguns bolsões de desigualdade social nas áreas onde ocorriam alagamentos chamadas de "baixadas", na região da Passagem José Leal Martins (1° 26′ 20,3″ S, 48° 27′ 10,5″ O). Em 1883 o projeto urbanístico e ambiental do intendente Antônio Lemos e a ideia de transformar Belém na "Paris n'América" criou no bairro o "Bosque Municipal do Marco da Légua".
Devido ser distante do centro, semelhante ao bairro do Guamá, teve uma época que serviu como área de exclusão social, de afastamento social de pessoas com hanseníase e, local de depósito de pessoas com doenças mentais. Onde em 1892, no contexto da Belle Époque, ocorreu a construção de um hospício denominado Asilo dos Alienados (atual campus CCBS da Universidade do Estado do Pará) próximo à feira da Bandeira Branca durante o processo de higienização social da cidade. Renomeado em 1937 para Hospital Psiquiátrico Juliano Moreira (destinada apenas a isolar um problema de saúde pública que a ciência ainda não tinha capacidade de atender).

### Atualidade
Nos últimos anos vem sofrendo um intenso processo de verticalização, sendo que a média de preço do metro quadrado no bairro é a segunda mais cara de Belém. Junto a esta verticalização o bairro vem experimentando cada vez mais um número maior de casas noturnas e restaurantes, principalmente na Avenida João Paulo II.
Outro fator que tem valorizado o bairro é a imigração de diversos órgãos públicos (instituições público-estatais) para este bairro, como a Câmara de Vereadores, Fundação de Telecomunicações do Pará (FUNTELPA), Imprensa Oficial do Estado, formando um quarteirão institucional na Travessa do Chaco; e para bairros vizinhos (Souza), como o TJ/PA, o Palácio do Governo do Pará, a PM/PA, Ministério Público do Estado do Pará - Promotoria de Justiça de Defesa do Cidadão e da Comunidade, e futuramente Superintendência da Polícia Federal no Pará.
Culturalmente o Marco possui um teatro, o Teatro Gabriel Hermes do Serviço Social da Indústria, anexo ao seu complexo recreativo e esportivo. Há também outros complexos recreativos e esportivos importantes como o da Tuna Luso Brasileira, além dos estádios do Clube do Remo e Paysandu Sport Club.

### A ferrovia e a avenida
A origem da avenida Almirante Barroso está ligada diretamente com a história da Estada de Ferro de Bragança (1884–1965); na época na chamada Avenida Tito Franco (antiga Estrada de Bragança ou Estrada do Marco da Légua), construída no final da década de 1920 pavimentada pelo sistema de macadame, paralela aos trilhos da ferrovia a partir da praça Floriano Peixoto, após o advento do Ciclo da Borracha, sendo inaugurada oficialmente em 18 de novembro de 1929 pelo senador e intendente da capital, Antônio de Almeida Facióla (nomeado pelo Governador Eurico de Freitas Vale), no dia do aniversário de Facióla. Na década de 1950 a avenida ganhou pavimento de concreto em duas pistas, algo considerado raro no Brasil na época.
Em 1956, o Plano Nacional da Indústria Automobilística, durante o governo do Juscelino Kubitschek, comprometeu-se a trazer desenvolvimento, realizando 50 anos de progresso em 5 anos de governo: valorizando as rodovias em detrimento das ferrovias; privilegiando o setor de bens de consumo sofisticado (automóvel, geladeira, televisão); criando infraestrutura adequada para o aumento do engajamento do setor privado em setores mais avançados de industrialização, reforçando assim o papel da urbanização como base para a industrialização, baseado na formação de polos automobilísticos.

Em 1965 com o fechamento em definitivo da ferrovia (devido à queda no faturamento com o avanço das rodovias), o Ministro da Aviação Juarez Távora  através do interventor Alacid Nunes, substituiu a Estação Ferroviária de São Brás por uma Estação Rodoviária, quando a avenida ganhou mais duas pistas de pavimento em concreto, com isso passou a contar com um total de quatro pista (duas pistas sentido centro e duas sentido saída da cidade).

Marco que simboliza o limite geográfico da primeira légua da cidade de Santa Maria de Belém. Ainda existente, deteriorado, na avenida Almirante Baroso,

## Homenagens
Os nomes das avenidas e demais travessas do bairro remetem à Guerra do Paraguai, saudando figuras e lugares marcantes relacionados àquele conflito. Por exemplo, a Travessa Humaitá, referência a uma fortaleza derrubada a custo de milhares de mortos aliados e paraguaios, bem como aos heróis de guerra Almirante Barroso e Duque de Caxias. O Bosque Rodrigues Alves (1883), atualmente um grande jardim zoobotânico conhecido internacionalmente, também se localiza no bairro, assim como a sede do Instituto de Meteorologia em Belém, os Campi II III e V (onde leciona-se o curso de Medicina) da Universidade do Estado do Pará, a Empresa Brasileira de Pesquisa Agropecuária (EMBRAPA) e a Agência de Desenvolvimento da Amazônia (ADA, antiga SUDAM). Essas entidades estão localizados na atual avenida Almirante Barroso (inicialmente chamada  de estrada de Bragança ou estrada do Marco da Légua), que em 1884, foi transformada na ferrovia Belém-Bragança, com seu primeiro trecho ligando a cidade de Belém e a vila de Benevides (em Benfica).

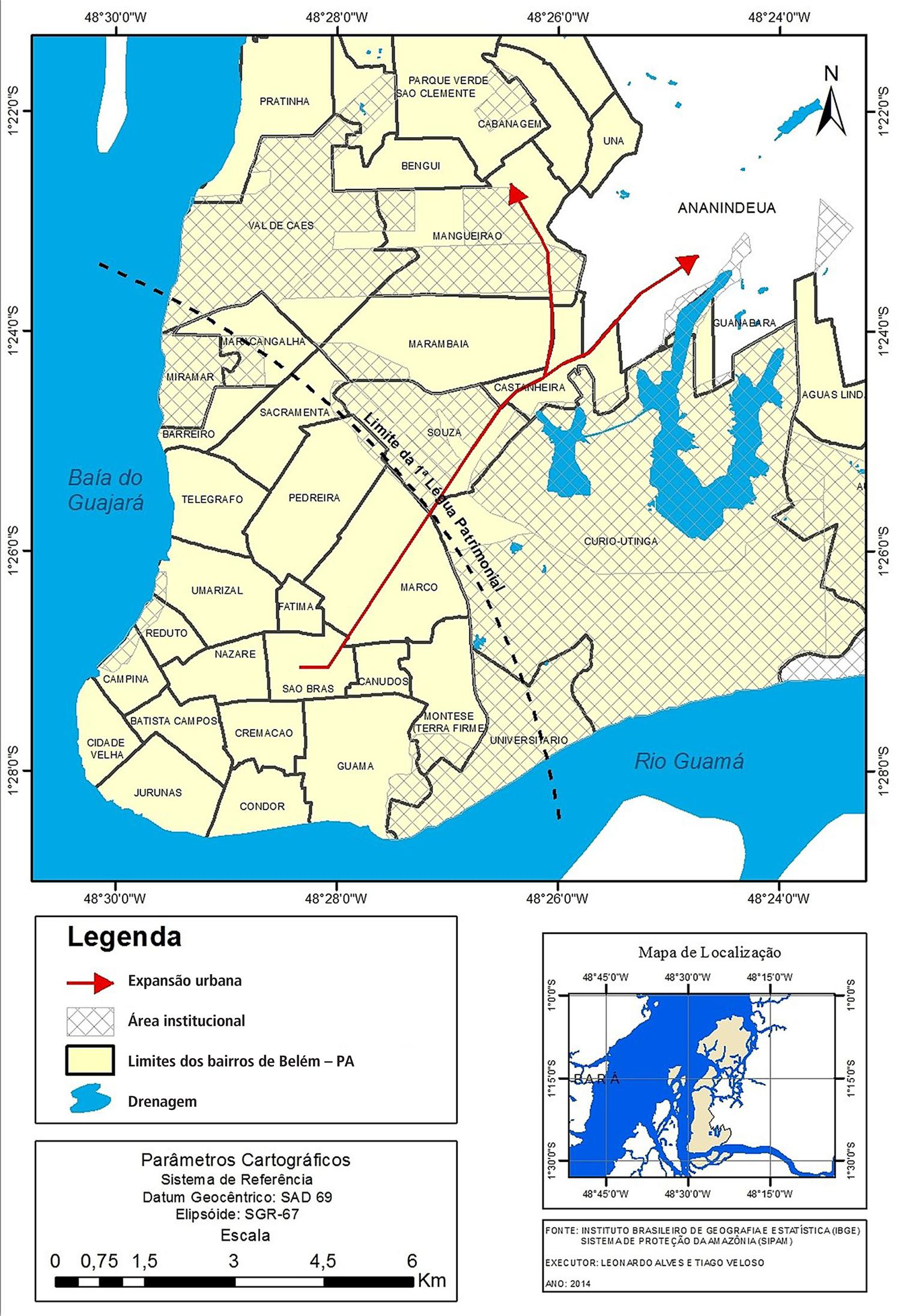
Bosque localizado no bairro Marco da Légua marca o limite da primeira légua patrimonial (com 41 mil m²), criada em 1627 pela Coroa Portuguesa, para impulsionar o crescimento do município em direção ao interior.